# Slovakiens riksvapen

Slovakiens märke 1960-1990

Slovakiens riksvapen visar ett dubbelkors, ett så kallat patriarkalkors, som skjuter upp från ett treberg. Korset representerar kristendomen och treberget ses som en stiliserad framställning av bergen Tatra, Fatra och Mátra, i västra Karpaterna. Mátra ligger i Ungern.
Riksvapnet återfinns också på flaggan, eftersom flaggan annars skulle vara likadan som Rysslands flagga.
Vapnet blev Slovakiens riksvapen i samband med att Tjeckoslovakien upplöstes vid årsskiftet 1992/1993. Det hade innan dess använts för Slovakien som del av Tjeckoslovakien och hade också ingått som ett fält i det tjeckoslovakiska riksvapnet.

## Slovakiens märke 1960-1990
Under den kommunistiska tiden i Tjeckoslovakien användes ett annat emblem 1960-1990, som visserligen liknade ett vapen men som inte strikt följde heraldikens regler. Det visade nämligen en mer naturtrogen silhuettavbildning av Tatra med en eld framför, samtidigt som korset hade tagits bort. Elden skulle symbolisera en partisaneld.